# Jimmy Juan
Jimmy Juan (Valence, 10 juni 1983) is een Franse voetballer (middenvelder) die sinds 2006 voor de Franse tweedeklasser Grenoble Foot 38 uitkomt. Voordien speelde hij onder meer voor AS Monaco.